# Sphaerodactylus perissodactylius
Sphaerodactylus perissodactylius är en kräldjursart som beskrevs av Thomas och Hedges 1988. Sphaerodactylus perissodactylius ingår i släktet Sphaerodactylus och familjen geckoödlor. Inga underarter finns listade i Catalogue of Life.
Arten är bara känd från Dominikanska republiken. Den förekommer endast i provinsen Barahona. Individerna vistas i kulliga områden mellan 400 och 500 meter över havet. De lever i skogar och gömmer sig i lövskiktet, under stenar och under träbitar.
Beståndet hotas av landskapsförändringar. IUCN listar arten som starkt hotad (EN).